# 加賀見俊夫
加賀見 俊夫（かがみ としお、1936年〈昭和11年〉1月5日 - ）は、日本の実業家。株式会社オリエンタルランドの代表取締役取締役会議長を務める。東京都江東区出身。

## 来歴

### 生い立ち
東京都江東区出身。開成中学校・高等学校を経て、慶應義塾大学法学部政治学科を卒業。大学の合格発表の帰りに、当時上映されていたディズニー映画『ダンボ』を鑑賞し、深い感銘を受ける。これをきっかけに、ディズニーキャラクターの中でも特に『ダンボ』を好むようになる。大学在学中は応援指導部に所属し、さまざまな行事で活動した。

#### キャリア
慶應義塾大学卒業後、京成電鉄に入社。その後、京成電鉄・三井不動産・朝日土地興業の3社によって設立されたオリエンタルランドで、設立時の定款作成を担当する。長年にわたり、京成電鉄とオリエンタルランドの業務を兼務した後、オリエンタルランドに再入社。東京ディズニーランドの開業や、東京ディズニーリゾートの形成に携わった。

### 京成電鉄入社
大学卒業後の進路について、加賀見は当初「家業の鋳造所を兄とともに経営しよう」と漠然と考えていた。しかし、大学4年生の夏にこの進路について先輩に相談したところ、「兄弟経営はうまくいかない」と強く反対された。これを受けて、急遽企業への就職を決意し、大学の就職課を訪れたが、すでに多くの企業の募集が終了しており、残っている選択肢はわずかだった。その中で目に留まったのが、地元の有力企業であり、中学・高校の6年間利用していた京成電鉄だった。
京成電鉄では、後に社長となる大塚弘と同期入社した。入社当時の社長は第4代の大山秀雄で、その後、加賀見の入社7か月後には川﨑千春が第5代社長に就任した。川崎は後にオリエンタルランドの初代社長を務め、「日本にディズニーランドを誘致しよう」と考えていた人物である。加賀見と川崎が初めて顔を合わせたのは、就職試験の面接の場だった。
面接では、法学部政治学科出身の加賀見に対し、川崎が「為替手形と約束手形の違い」を質問した。加賀見は正直に「分かりません」と答えたため、不採用を覚悟したが、結果は採用となり、1958年4月に経理部へ配属された。

#### 経理部での経験
最初は、自分には向いていないと考えていた経理の仕事だったが、後にこの経験が加賀見の基盤となる。大学時代の知識は経理の実務ではほとんど役に立たず、加賀見は仕事の傍ら週3回簿記学校に通い、さらに珠算教室にも通って「工業簿記」や「商業簿記」を3年以内に取得した。こうして会計、簿記、税務など、経理業務に必要な基礎知識を習得した。
当初は不本意だった川崎の人事判断だったが、この経験が後の加賀見にとって大きな財産となった。

### 日本にディズニーランドを
1958年1月、京成電鉄が所有する「京成バラ園」で販売するバラを買い付けるために渡米した川崎千春は、その3年前に開業したばかりのディズニーランドを訪れ、深い感銘を受けた。
その後、千葉県浦安沖を埋め立て、商業地・住宅地の開発と大規模レジャー施設の建設を目的とした企業として、三井不動産・京成電鉄・朝日土地興業（後に三井不動産に吸収合併）の3社が出資し、1960年7月11日にオリエンタルランドが設立された。「大規模レジャー施設の建設」とは、まさに川崎が目指した「日本へのディズニーランド誘致」を指していた。加賀見は、京成電鉄の業務と並行して、オリエンタルランド設立に関わり、会社の定款作成を担当した。

#### 高橋政知との出会い
川崎のビジョンにより、加賀見は後に「人生の師」と仰ぐ高橋政知と出会う。高橋は、三井不動産の江戸英雄の紹介を受け、浦安の漁業権交渉を担当するためオリエンタルランドに入社した。酒豪として知られた高橋は、漁民たちとの交渉役に適任とされ、江戸から川崎に推薦された。
しかし、浦安漁民との「漁業補償交渉」は容易ではなかった。当時、浦安の漁業組合は二つに分裂しており、漁民たちも気性が荒かったことから、交渉は難航した。高橋は漁民たちを高級料亭に招き、酒を酌み交わしながら手厚くもてなし、少しずつ合意を取り付けていった。この過程で、加賀見は高橋から「交渉を成功させるには、自らの本気度を示すことが重要である」と学んだ。

#### オリエンタルランドへの移籍
1972年、加賀見は京成電鉄を退職し、オリエンタルランドに正式に入社。同年、「商住地開発1973」という都市計画書の作成を主導する役割を任された。これは浦安沖の埋め立て計画に関するもので、建築物の高さを制限する「ルーフライン」という概念が取り入れられた。新浦安の高層地区から舞浜に向かうにつれて建物が低くなる設計を導入し、舞浜地区に高層建築を建設しない方針を打ち出した。この考え方は、後のレジャー施設建設の基盤となった。

#### ディズニー社との交渉
川崎がディズニーランド誘致を始めたのは、オリエンタルランド設立直後の1960年代前半だった。しかし、当時、奈良ドリームランドがディズニーランドを無断で模倣し開園したこともあり、ディズニー社は日本進出に消極的だった。
1970年代に入ると、フロリダ州のウォルト・ディズニー・ワールドの建設が軌道に乗り、ディズニー社も日本への展開を本格的に検討し始める。その後、日本側では三菱地所との誘致競争が起こり、オイルショックの影響で川崎が社長を退き高橋が社長に就任するなど、さまざまな変化があった。ディズニー社との交渉も何度も「決裂」の危機を迎えたが、最終的に業務提携契約が締結された。
また、三井不動産がディズニーランド事業から撤退する一方で、日本興業銀行を中心とする協調融資団が結成されるなど、資金面での支援も確保された。こうした紆余曲折を経て、アメリカ国外初となるディズニーパーク「東京ディズニーランド」の開業が決定した。

#### 東京ディズニーランドの開業
川崎がディズニーランドに感銘を受けてから25年後の1983年4月15日、「東京ディズニーランド」が開業した。当初は「夢物語」や「机上の空論」とも揶揄されたが、オイルショック後の経済成長期に開業したこのテーマパークは、「余暇をいかに楽しむか」を考え始めた日本人の関心を引きつけた。初年度の入園者数は1036万人に達し、大きな成功を収めた。
その後も、1985年の「科学万博つくば85」開催による相乗効果や、バブル景気の影響で全国各地に遊園地が次々と建設される中で、東京ディズニーランドは独自のコンセプトを貫き、着実に入園者数を伸ばしていった。また、ウォルト・ディズニーの「ディズニーランドは永遠に完成しない」という理念を受け継ぎ、常に新たな改良や拡張が続けられた。

### 「パーク」から「リゾート」へ
1986年1月、ディズニー社はオリエンタルランドに対し、舞浜地区全体の開発を目指した「東京ディズニーワールド構想」を提案した。オリエンタルランド社内での検討を経て、1988年4月15日、東京ディズニーランド開園5周年の記者会見で、当時会長を務めていた高橋政知が「第2パーク構想」を公に発表した。
しかし、その後の展開は順調とはいかなかった。バブル景気の崩壊、高橋の経営からの引退と森光明の社長就任、ディズニー社との「ディズニー・ハリウッド・スタジオ」構想をめぐる交渉の難航、違約金の支払い問題、さらには森の急逝と高橋の社長復帰など、さまざまな課題に直面した。また、浦安市が近隣に計画していた墓地公園の移転交渉なども絡み、計画の進行には長い時間を要した。
しかし、こうした困難を乗り越え、東京ディズニーランドに次ぐ第2のディズニーパーク「東京ディズニーシー」をはじめ、「イクスピアリ」や「ボン・ヴォヤージュ」など、現在の「東京ディズニーリゾート」を構成する施設の構想が具体化していった。

#### 東京ディズニーリゾートの誕生
1995年6月、加賀見は副社長から社長に就任した。2000年1月31日、高橋が死去すると、加賀見はオリエンタルランドとして「お別れ会」を企画し、その場で天国の高橋に東京ディズニーリゾートの成功を誓った。
2000年1月1日、オリエンタルランドは「リゾート宣言」を発表し、「東京ディズニーリゾート」が正式にスタート。同年7月7日には、「イクスピアリ」、「キャンプ・ネポス」、「ディズニーアンバサダーホテル」が開業した。続いて、2001年3月1日に「ボン・ヴォヤージュ」、同年7月27日には「ディズニーリゾートライン」が開業。
そして2001年9月4日、世界初の「海」をテーマにしたディズニーパーク「東京ディズニーシー」と、そのパークと一体型となったホテル「東京ディズニーシー・ホテルミラコスタ」が開業した。これにより、オリエンタルランドの「リゾート構想」は現実のものとなり、高橋や加賀見をはじめとする多くの社員の努力が結実した。

#### 経営の第一線からの退任
2005年6月29日、加賀見は社長職を福島祥郎に譲り、代表取締役会長（兼）CEOに就任。経営の第一線からは退いたものの、その後も東京ディズニーランドホテルをはじめとする舞浜地区の開発に関わった。
また、2007年4月からは、テレビ東京の放送番組審議会の委員長を務めた。
2008年には「ディズニー・レジェンド」を受賞。それを記念し、東京ディズニーランドのワールドバザールにある建物の窓に加賀見の名前が刻まれている。

## 経歴

### 学歴・職歴
- 1958年（昭和33年）
  - 3月 - 慶應義塾大学法学部政治学科卒業。
  - 4月 - 京成電鉄株式会社入社、経理部所属[4]。
- 1960年（昭和35年）7月 - 株式会社オリエンタルランド設立、兼務出向。
- 1972年（昭和47年）10月 - 株式会社オリエンタルランドに移籍、不動産事業部次長に就任[4]
- 1976年（昭和51年）10月 - 株式会社オリエンタルランド 不動産事業部部長に就任[4]
- 1981年（昭和56年）6月 - 株式会社オリエンタルランド取締役、総務部部長兼人事部部長に就任[4]
- 1983年（昭和58年）6月 - 株式会社オリエンタルランド常務取締役、開発部部長に就任[4]
- 1991年（平成3年）6月 - 株式会社オリエンタルランド専務取締役、広報室室長に就任[4]
- 1993年（平成5年）6月 - 株式会社オリエンタルランド取締役副社長に就任[4]
- 1995年（平成7年）6月
  - 株式会社舞浜コーポレーション代表取締役社長に就任[4]
  - 株式会社オリエンタルランド代表取締役社長に就任[4]
- 1996年（平成8年）6月 - 株式会社舞浜リゾートホテルズ（現：株式会社ミリアルリゾートホテルズ）設立、代表取締役社長に就任[4]
- 1997年（平成9年）4月 - 株式会社舞浜リゾートライン代表取締役会長に就任[4]
- 1999年（平成11年）3月 - 株式会社イクスピアリ代表取締役社長に就任[4]
- 2003年（平成15年）
  - 4月 - 社団法人経済同友会（現：公益社団法人経済同友会）副代表幹事に就任。
  - 5月 - 株式会社リテイルネットワークス代表取締役会長に就任[5]
- 2005年（平成17年）6月 - 株式会社オリエンタルランド代表取締役会長兼CEOに就任[6]
- 2009年（平成21年）4月 - 株式会社ミリアルリゾートホテルズ代表取締役会長に就任[7]
- 2014年（平成26年）6月 - 株式会社テレビ東京ホールディングス社外監査役に就任[8]
- 2018年（平成30年）6月 - 株式会社ミリアルリゾートホテルズ取締役相談役（現任）[9]
- 2023年  (令和5年)  6月 - 株式会社オリエンタルランド代表取締役・取締役会議長 (現任) [10]。

### 受賞・栄誉
- 2008年（平成20年）- ディズニー・レジェンド（ウォルト・ディズニー・カンパニー）[11]
- 2016年（平成28年）1月 - 第4回全広連日本宣伝賞松下賞（公益社団法人全日本広告連盟）[12]

## 現職
- 株式会社オリエンタルランド代表取締役兼取締役会議長[13]
- 株式会社ミリアルリゾートホテルズ取締役相談役[14]
- 学校法人慶應義塾理事[15]

## テレビ出演
- 日経スペシャル カンブリア宮殿 日本人に夢を！栄光と激動の50年 東京ディズニーリゾートの独自戦略（2014年12月18日、テレビ東京）[16]

## 著作
- 『海を超える想像力―東京ディズニーリゾート誕生の物語』講談社〈海外キャラクター〉、2003年3月24日。ISBN 9784062117227。